# Solana del Graller
La Solana del Graller és una solana del terme municipal de Conca de Dalt, a l'antic terme d'Hortoneda de la Conca, al Pallars Jussà, en territori que havia estat del poble de Segan.
Es troba a llevant d'Hortoneda, a la dreta de la llau de Segan, al nord de l'Obaga de la Cogulla i a migdia del Serrat de Segan.